# タタ・スモー
スモー (SUMO)は、タタが1994年から2019年にかけて製造販売していたSUVである。

## 歴史
1994年、軍事用およびオフロード輸送用を主用途として設計された、10人乗りの後輪駆動SUVとして発売。
1997年以前に100,000台以上が販売され、大きな成功を収めた。
タタ・テルコラインの タタ・X2ボディオンフレームプラットフォーム

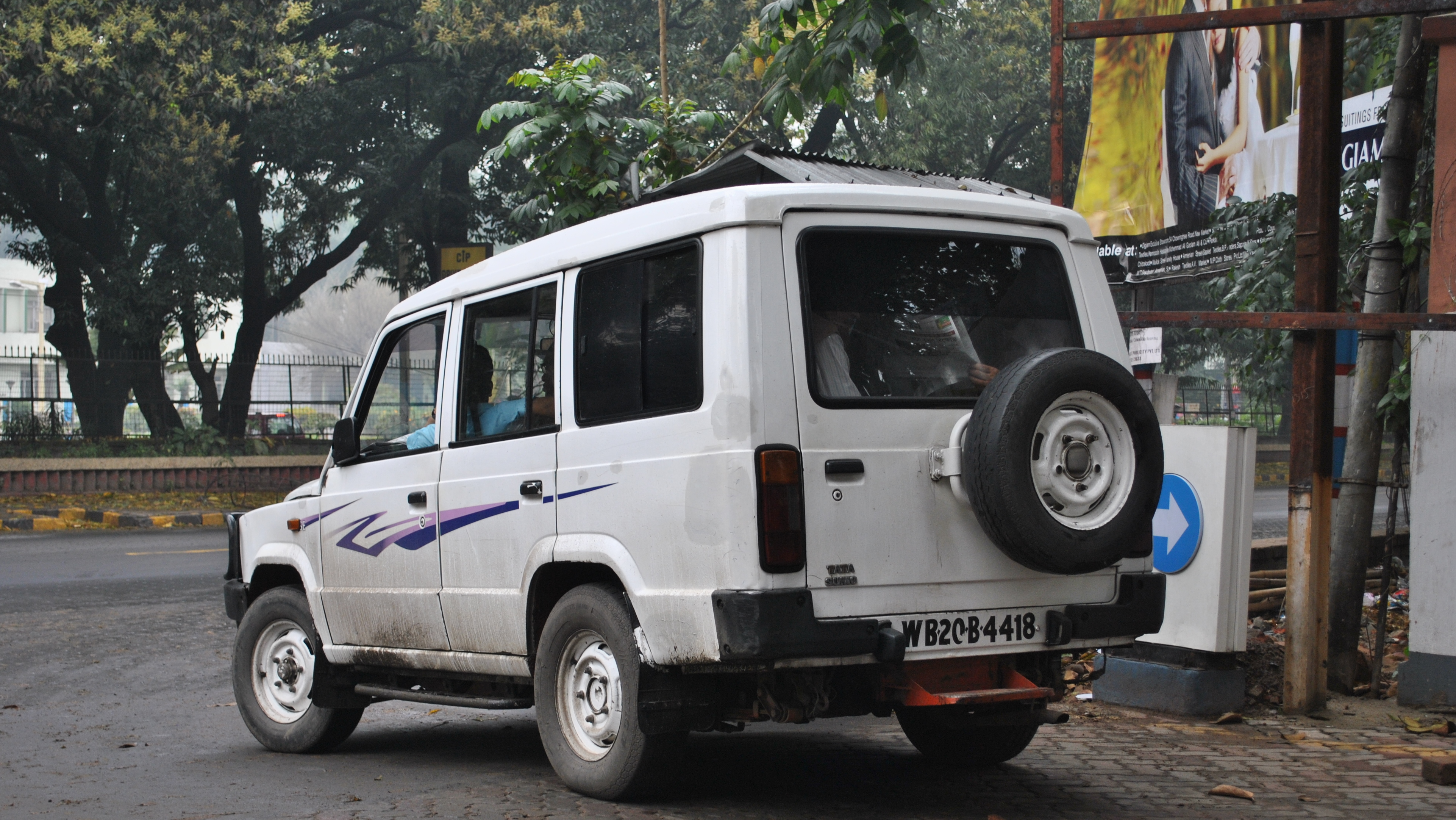
背面

をベースに強化、再設計したリアアクスルを持ち、オフロードに適応する。4輪駆動はパートタイム式。
サスペンションはフロントがダブルウィッシュボーンにトーションバー。リアはソールズベリー型固定軸にテーパーリーフスプリングで、アンチロールバーを装備。
ブレーキはフロントがベンチレーテッドディスク、リアは自動調整式ドラム。
インド国内では、民間向けには後輪駆動仕様が販売され、四輪駆動は事業用とインド軍向けである。輸出市場では、4WD仕様・2WD仕様とも並行して販売されていた。 
スモー登場以前は、インド市場は停滞しており、同じクラスの最新の車両は、主にオリジナルのウィリス・ジープから派生したマヒンドラ&マヒンドラ車で、スモーはリリース後すぐにインドのユーティリティ自動車市場の主要なセグメントを獲得した。 
車名は、タタ・モーターズの元MDであるスマント・ムールガオカー（Sumant Moolgaokar）に由来。
エンジンはテルコラインと同じ。タタがライセンス生産する2.0L（1,948 cc）の4気筒自然吸気ディーゼル・プジョーXD88は、シリンダー毎2バルブ、間接噴射で63馬力を発揮する。ギアボックスはG76 5速マニュアル。 
1996年、より洗練された新しい「デラックス」バージョンに改良された。1998年、輸出向けにプジョーXD88 2.0ディーゼルエンジンのターボ仕様を発表。新しいエンジンはユーロ2適合で、出力は92馬力。
2001年には、2.0 TDiエンジンを搭載したスモー・デラックス・ターボがインドに導入された。

## タタ・スモー・スパシオ（2000-2011）
タタ・スモー・スパシオと呼ばれる改良版が2000年に発売。
主な変更点はパワートレインで、小型商用車タタ・407に使われる新しい2,956cc直接噴射自然吸気ディーゼルエンジン（タタ「4SP」、65馬力）を導入。旧スモーより長いホイールベースを持つスパシオは、異なるトランスミッション、リアアクスル、タイヤで特に燃費の改善を図っている。外観上は「飾り気のない」ことに加えて、旧型との顕著な違いはヘッドランプが長方形ではなく丸型なことである。 
スパシオSTと呼ばれるソフトトップバージョンも、農村市場向けに導入された。STは4WD版も設定する。 
スパシオの導入後も、旧型スモーの生産は引き続き行われた。価格はスパシオより高く、2.0Lの自然吸気およびターボエンジンを搭載（2001年以降）。実のところ、スパシオは旧スモーの廉価版を意味している。 
2007年初頭、スパシオ・ゴールドプラスを発売
。
4SP系の3,0ターボエンジンを搭載し、70馬力/3,000rpmの出力と223Nm/2,200rpmのトルクを発揮する。 

## タタ・スモー・ヴィクタ（2004-2011）
2004年発売。

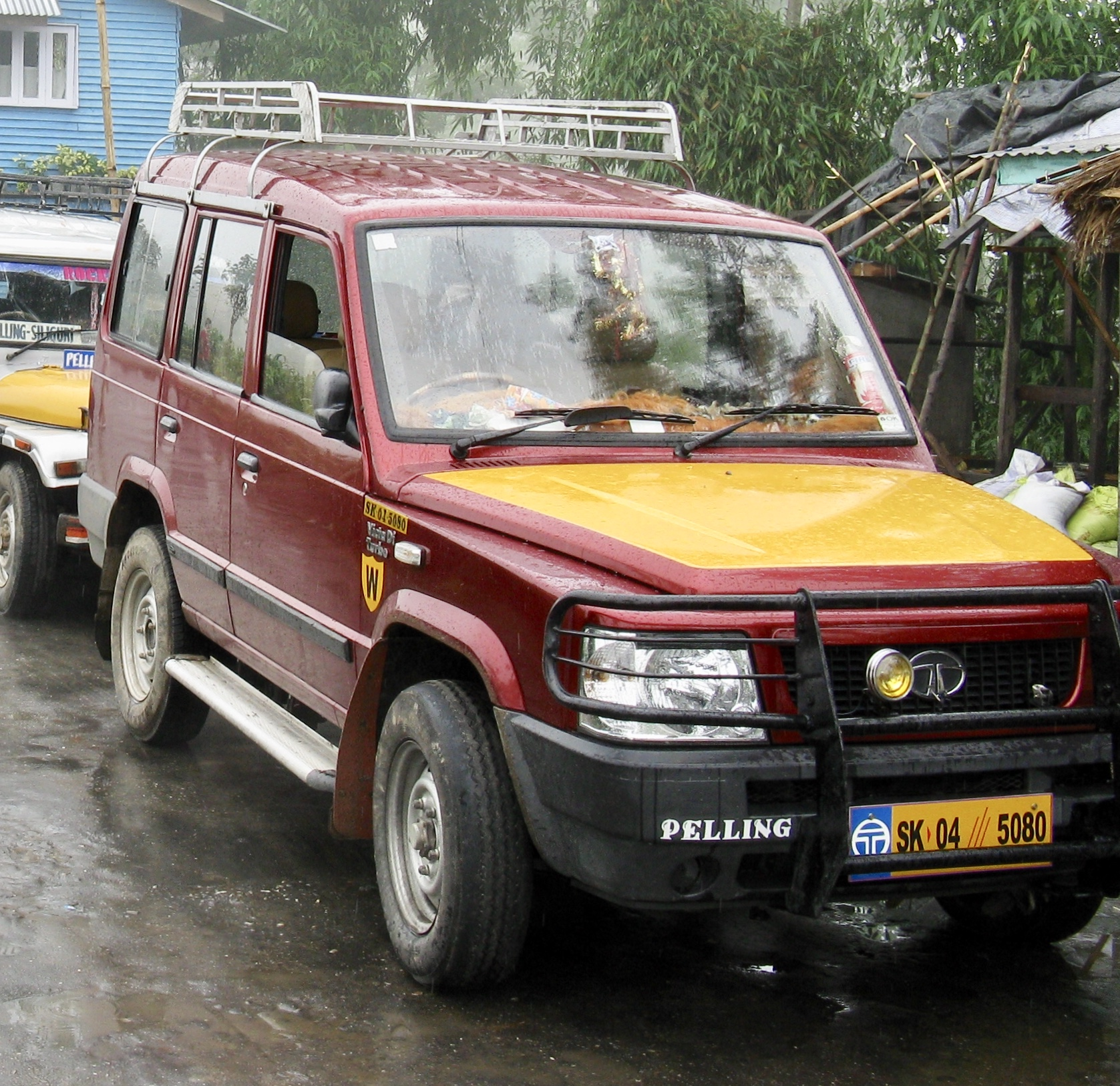
Sumo Victa Turbo DI

スモー・ヴィクタはスモー・スパシオの改良版である。全車タコメーター、多機能インストルメントパネル、パワーステアリング、4ドアパワーウィンドウ、キーレスエントリー、その他の快適機能を備える。 
2007年後半、改良版のスモー・ヴィクタ・ターボDIが発売された。
パワートレインはスモー・スパシオから、ボディスタイルとインテリアはスモー・ヴィクタから引き継がれ、そのためスペアタイヤはテールゲートから車両下に移された。7人乗りと9人乗りのバリエーションがある。

## タタ・スモー・ゴールド（2011-2019）
2011年11月、スモー・ゴールドを発売。
スモー・ヴィクタのフェイスリフト版で、「Dicor」と呼ばれる3.0 CR4 4気筒ディーゼルを搭載。コモンレール直噴・16バルブで、85馬力、トルク250Nm。旧型のコモンレールなし・3.0直噴ディーゼルターボ（70馬力、トルク225Nm）もラインナップに残る。インテリアはファブリック、エアコンのコントロール、インストルメントが新しくなった。機械的にはブレーキシステムが改善され、新しいショックアブソーバーにより乗り味の堅さが和らげられた。
2013年10月に最後のマイナーチェンジ。CDとMP3対応のラジオ、デュアルゾーンエアコンを搭載。新ボディカラーを設定、ステッカーが新しくなった。
2019年4月に生産終了。

## タタ・スモー・グランデ（2008-2016）

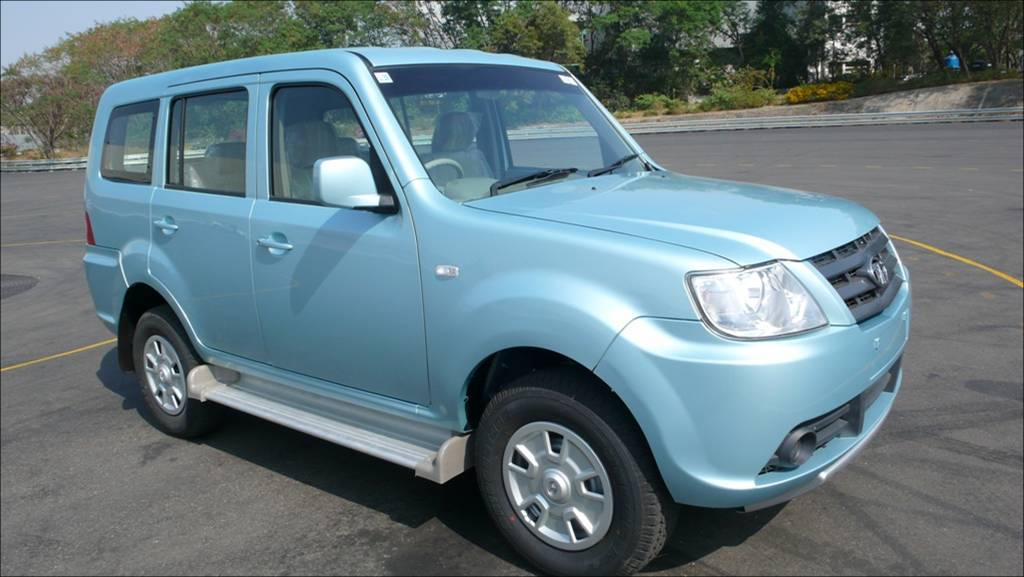
2008 タタ・スモー グランデ

2008年1月10日、スモー・グランデを発売。新しい2.2「Dicor」コモンレールディーゼルエンジン(89 kW、122PS)を搭載。スモーの成功にちなんで名づけられた。タタ製品の中ではサファリの下に位置する。

## 車名
「SUMO (スモー)」は、タタ・モーターズのマネージング・ディレクターであった「スマント・ムールガオカー (Sumant Moolgaokar)」に由来する。